# Neu St. Johann SG
| SG ist das Kürzel für den Kanton St. Gallen in der Schweiz. Es wird verwendet, um Verwechslungen mit anderen Einträgen des Namens Neu St. Johann zu vermeiden. |

Neu St. Johann (ehemals Sidwald) ist eine Ortschaft der Gemeinde Nesslau im Kanton St. Gallen, Schweiz. Im Ort leben 658 Einwohner.

## Geschichte

Luftbild von Werner Friedli, 1953

Sidwald war lange Zeit Marktflecken im oberen Toggenburg. Ab dem 16. Jahrhundert existierte ein Vieh- und Warenmarkt.
Im Jahr 1680 wurde das Kloster Neu St. Johann gegründet; dies war eine Neugründung des Benediktinerklosters St. Johann im etwa zehn Kilometer talaufwärts gelegenen (später so genannten) Alt St. Johann, das nach einem Brand im Jahr 1626 aufgegeben worden war. Es war der Sitz eines Statthalters der Fürstabtei St. Gallen. Der Ort Sidwald erhielt daraufhin mit der Zeit den Namen Neu St. Johann. Das Kloster bestand bis 1806. Im Zuge der Säkularisation der Fürstabtei St. Gallen wurde das Kloster zur Pfarrei, und in Teilen der Anlage wurde später das heilpädagogische Zentrum Johanneum eingerichtet, das heute den grössten Arbeitgeber der Gemeinde darstellt.
1857 gründeten die Brüder Emil und Gustav Gnipper in Neu St. Johann ein Textilunternehmen, das später von der Familie Meyer-Mayor übernommen wurde und bis 2018 existierte.
Bis Ende 2004 gehörte das Dorf zusammen mit Krummenau, Ennetbühl und den Aussengebieten Aemelsberg und Beieregg zur politischen Gemeinde Krummenau.

## Geografie und Verkehr

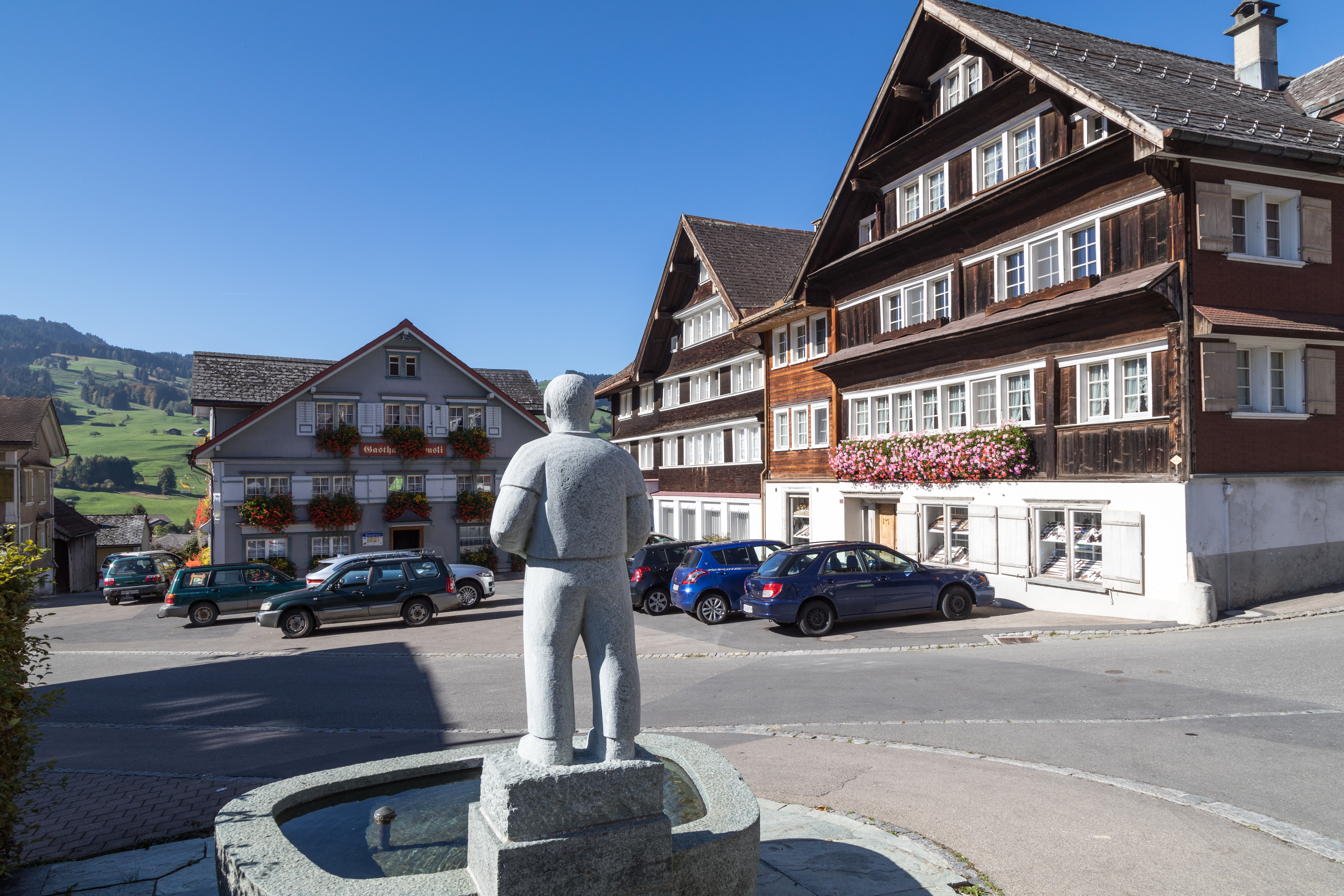
Toggenburger Häuser an der Sidwaldstrasse

An Neu St. Johann vorbei fliessen die Luteren und die Thur. Die Bahnlinie mit dem Bahnhof im Nachbarort Nesslau besteht seit 1912. Der Ort liegt an der Hauptstrasse 16.

## Personen
- Joseph Anton Dollmayr (1804–1840), deutscher Professor an der Höheren Lehranstalt in Solothurn
- Frieda Hartmann, Schweizer Schriftstellerin, wurde am 1. April 1893 auf dem Schlatt oberhalb Neu St. Johann geboren.